# Times of Malta
«Мальті Таймс» — щоденна газета англійською мовою на Мальті.

## Історія
Газета заснована в 1935 році Лордом і Леді Стрікленд і дочкою Лорда Стрікленд Мейбл, це найстаріша щоденна газета, яка все ще перебуває в обігу на Мальті  
Історія "Мальті Таймс" пов'язана з історією її видавництва "Allied Newspapers Limited". Історія установи сягає 20-х років минулого століття, коли вона була піонером журналістики та поліграфії на Мальті. Все почалося з публікації Джеральдом Стріклендом першої вечірньої газети на Мальті на мальтійській мові Il-Progress. Це була чотиристорінкова щоденна газета із власними друкарнями. Назва видавництва зберігається донині.
Двомовна журналістика, мальтійська та англійська, була запроваджена на Мальті 3 лютого 1922 р.. «Мальтійські часи» та «Іл-Прогрес» виходили до 1 березня 1929 року. Тоді англійською програмою став «The Times of Malta Weekly» (попередник «Sunday Times of Malta»). Мальтійська газета була  вперше опублікована 29 січня 1932 р. Il-Berqa припинила існування 30 листопада 1968 р. У лютому 1931 р. Progress Press переїхала на вулицю Сент-Пол, Валлетта, відомий як Стрікленд-хаус.
Коли читацька аудиторія англійського додатку до Іл-Прогресу зросла, лорд Стрікленд швидко переконався, що можливий випуск щоденної англійської газети. Перший випуск "The Times of Malta" був опублікований у повному співробітництві з британським MI5 7 серпня 1935 року під загрозливими військовими хмарами, оскільки Італія планувала вторгнення в Абіссінію, яке розпочалося в жовтні того ж року. 2 вересня 1935 року Мейбл Стрікленд стала першим редактором газети The Times of Malta. Вона також редагувала The Sunday Times of Malta з 1935 по 1950 рік, коли її наступником став покійний Джордж Саммут, який пішов у відставку в 1966 році. Ентоні Монтанаро був наступним редактором. Він пішов у відставку 1 березня 1991 р., а наступником став Лоуренс Грех. 
6 серпня 1960 року, у 25-ту річницю "Мальті Таймс", Стрікленд написав, що "Мальті Таймс" спочатку булагазетою політичної партії, стала національною газетою. Газета завоювала собі репутацію об'єктивного репортажу, відстоюючи власну тверду думку редакції. Редакція Стрікленда висвітлювала важкі роки Другої світової війни. Тим не менше, жодна газета, що входила до групи, ніколи не пропускала жодного випуску, незважаючи на безперервні бомбардування та безліч дефіцитів в облогові роки між 1940 і 1943 рр. Будівлю бомбардували двічі, отримавши прямий удар 7 квітня 1942 р..
Томас Хедлі обійняв посаду редактора  в 1950 році. Він редагував газету у складні роки політичних та промислових змін, що завершилися Незалежністю Мальти в 1964 році. Під редакцією Чарльза Греча Орра газета  продовжувала традицію ніколи не пропускати випуск, коли двічі постраждали від промислових дій у 1973 році і коли політичні противники спалили будівлю 15 жовтня 1979 року. Ця дата стала відомою як "Чорний понеділок". В умовах серйозної небезпеки редактору та його співробітникам довелося покинути будівлю. Друк газети наступного дня продовжився в іншій друкарні. 

## Сучасність
За останні 10 років його вебсайт timesofmalta.com став основним джерелом новин на Мальті та одним з головних вебсайтів новин у Середземномор'ї. У червні 2019 року Герман Грех був призначений головним редактором, онлайн-редактором Бертраном Боргом та редактором друку Марка Вуда.